# Mascarenotus murivorus
Il gufo di Rodrigues (Mascarenotus murivorus (Milne-Edwards, 1873)) è un uccello rapace della famiglia degli Strigidi, estinto alla fine del diciottesimo secolo.
Questo uccello era endemico dell'isola di Rodrigues, nell'arcipelago delle isole Mascarene.